# Hynobius nigrescens
Salamandre noire du Japon
Espèce
Synonymes
- Hynobius fuscus Tago, 1907
- Hynobius sadoensis Sato, 1940

Statut de conservation UICN

 LC  : Préoccupation mineure
Hynobius nigrescens, ou Salamandre noire du Japon, est une espèce d'urodèles de la famille des Hynobiidae.

## Noms vernaculaires
- Kurosanjōuo, Japon
- Japanese black salamander et Sendai salamander, monde anglophone

## Dénomination
En 1907, la Salamandre noire du Japon a été découverte à Nikkō, dans la rivière Yu, par le zoologiste japonais Katsuya Tago (1877-1943) et, à Sendai, par le zoologiste américain Leonhard Hess Stejneger (1851-1943). Nommée Salamandre de Nikkō par le premier, elle a été finalement appelée Salamandre noire du Japon en tenant compte de l'antériorité de la découverte de Stejneger.

## Répartition
Cette espèce est endémique du Japon. Elle se rencontre dans les régions de Tōhoku, de Kantō et de Hokuriku dans le nord de l'île de Honshū et sur l'île de Sado du niveau de la mer jusqu'à 2 500 m d'altitude.

## Description
Hynobius nigrescens mesure de 60 à 80 mm sans la queue et de 120 à 190 mm de longueur totale.

## Publication originale
- Stejneger, 1907 : Herpetology of Japan and adjacent Territory. United States National Museum Bulletin, vol. 58, p. 1-577 (texte intégral).